# Truyère
A Truyère (IPA: [tʁy.jɛːʁ]) folyó Franciaországban, a Lot jobb oldali mellékfolyója.

## Földrajzi adatok
Lozère megyében a Francia-középhegységben ered 1450 méter magasan, és Entraygues-sur-Truyère városkánál ömlik be a Lot-ba. Keletről folyik nyugatra, közben északról megkerüli a vulkanikus eredetű Aubrac-fennsíkot. Hossza 167,2 km, és négy nagy víztározó is van rajta.
Mellékfolyói a Brezons, Limagnole és Goul.

## Megyék és városok, községek a folyó mentén
- Lozère : Le Malzieu-Ville (város), Chaulhac, Saint-Léger-du-Malzieu, Rimeize, Blavignac, Saint-Pierre-le-Vieux, Fontans, Saint-Gal, Serverette
- Cantal : Saint-Martial, Chaliers, Oradour, Fridefont, Alleuze, Faverolles, Neuvéglise
- Aveyron : Entraygues-sur-Truyère (város), Thérondels, Cantoin, Montézic, Brommat

## Képek

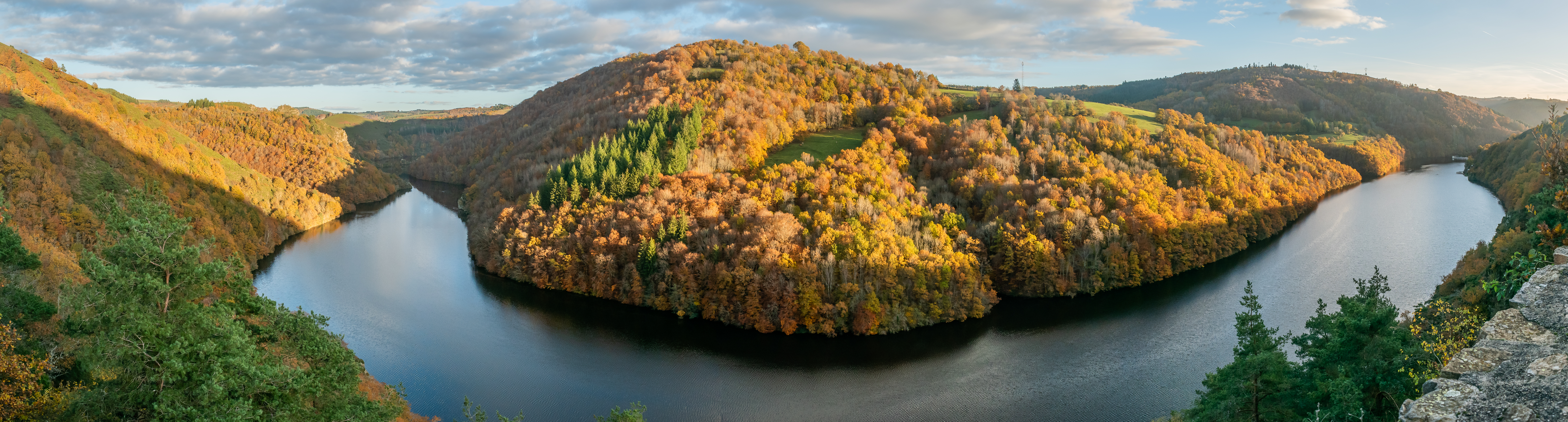
Neuvéglise-sur-Truyère, Cantal
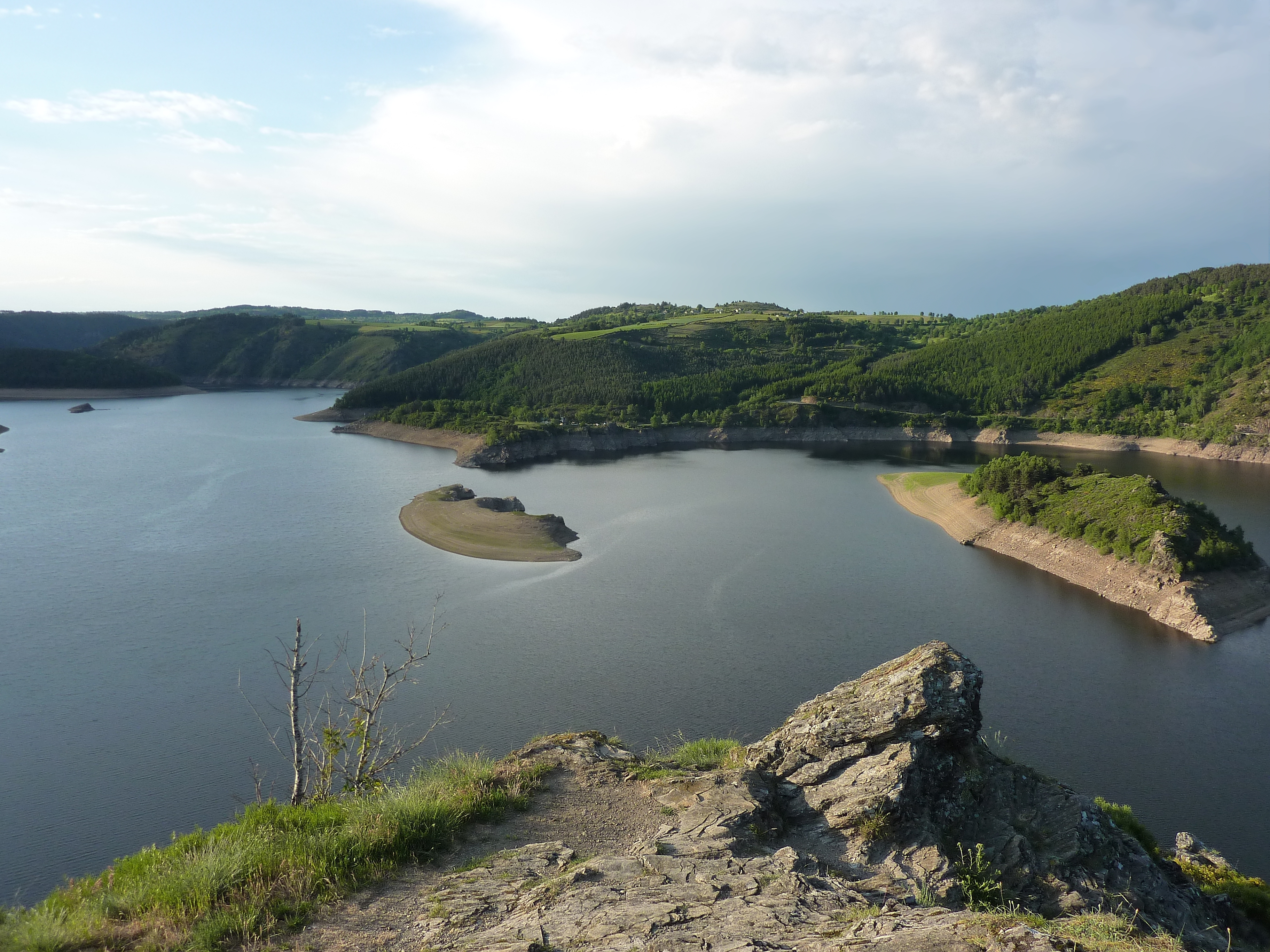
A mesterséges Grandval-tó (Cantal) a folyó felduzzasztásával jött létre
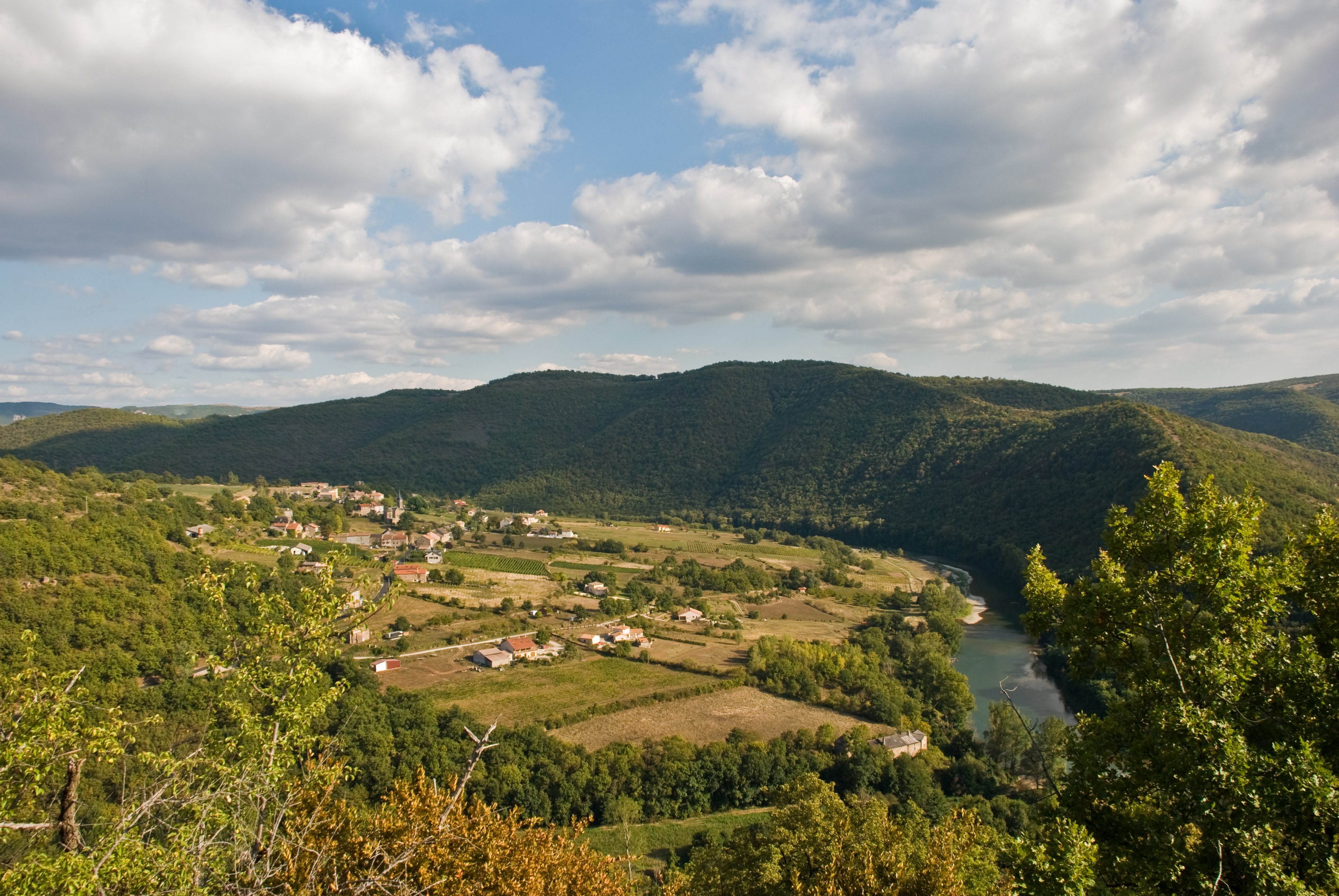
Saint-Hippolyte, Aveyron
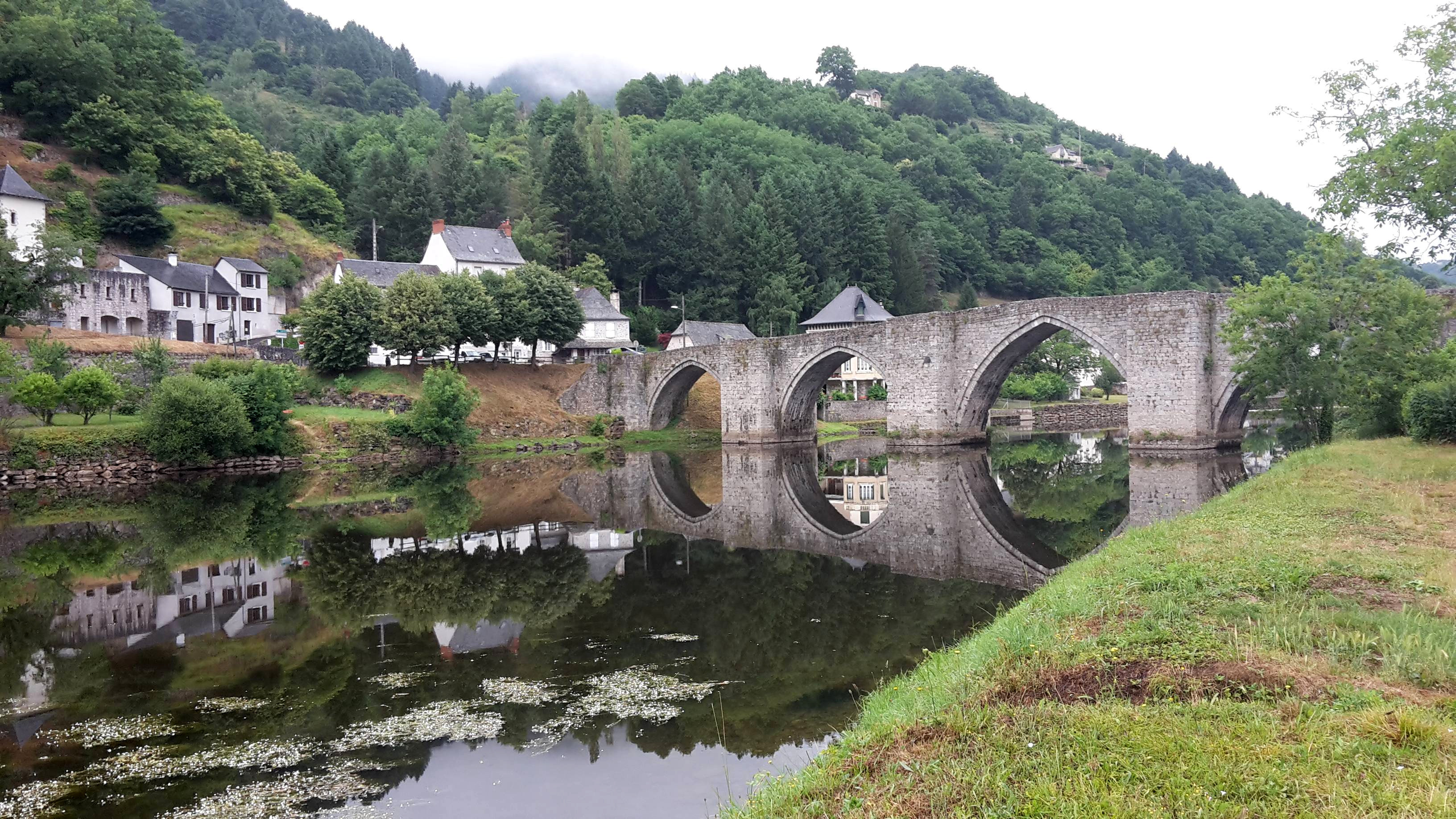
Híd Entraygues-sur-Truyère-ben